# Лоренс Алер
Лоренс Хју Алер (енгл. Lawrence Hugh Aller; Такома, 24. септембар 1913 — 16. март 2003) је био амерички астроном. Рођен је у Такоми у Вашингтону. Никада није завршио средњу школу и једно време је радио у руднику злата. Стекао је диплому основних студија на Универзитету Калифорније у Берклију 1936. године, те је 1937. године започео постдипломске студије на Харварду. Ту је 1938. године стекао диплому мастер студија, а 1943. је стекао и докторат. Од 1943. до 1945. године је радио на пројекту Менхетн у лабораторији за радијацију Универзитета Калифорније. Био је асистент професора на Универзитету Индијане од 1945. до 1948. године, а затим и сарадник у настави, па и професор на Универзитету Мичигена све до 1962. године. Прешао је на Универзитет у Калифорнији у Лос Анђелесу 1962. године и помогао формирање катедре за астрономију. Био је шеф катедре од 1963. до 1968. године.
Његов рад је концентрисан на хемијску композицију звезда и маглина. Он је био један од првих астронома који је сматрао да постоје одређене разлике у звезданом спектру и спектру маглина које су изазване разликама у њиховом хемијском саставу. Елер је написао велики број књига, међу којима је Атоми, звезде и маглине, чије је треће издање објављено 1991. године. Објавио је 346 истраживања у периоду између 1935. и 2004. године.
Примљен је на Америчку академију уметности и наука 1961. године, и на Националну академију науке Сједињених Америчких Држава 1962. године. Постављен је за Хенри Норис Расел почасног предавача 1992. године.
Од 2011. један од његова три сина, Хју Алер, постао је професор, а његова снаја, Марго Алер, научник истраживач на катедри за астрономију Универзитета у Мичигену. Његова унука, Моник Алер је похађала основне студије на катедри за астрономију Универзитета у Мичигену.